# 17-та повітряна армія (США)
17-та повітряна армія (США) (англ. Seventeenth Expeditionary Air Force) — повітряна армія у складі Повітряних сил США, що існує з перервами з 1953 року. Штаб-квартира повітряної армії розташована на військово-повітряній базі Рамштайн у Німеччині. У 1953—1996 роках була основою повітряного компоненту Європейського, у 2008—2012 роках — Африканського командувань ЗС США. З 2012 року армія стала іменуватися Експедиційною та разом з 3-ю повітряною армією дислокується на території Німеччини. Основним завданням повітряної армії є розробка стратегій, планування та виконання завдань з повітряного забезпечення Африканського командування.
Після квітня 2012 року розформована, особовий склад та формування передані до складу Повітряні сили США в Європі та Африці.